# Cal Cuberas (Berga)
Cal Cuberas és una obra del municipi de Berga protegida com a bé cultural d'interès local.

## Descripció
Habitatge ubicat en una cantonada estructurat en semi-soterrani, planta baixa i quatre plantes superiors. La façana està arrebossada, destaca el gran nombre d'obertures, a la cantonada hi ha tot un cos de finestres emmarcades en blanc, destacant molt respecte a la resta del conjunt. A l'últim pis hi ha una torre de secció poligonal i coberta de teula. La resta d'obertures són força senzilles, majoritàriament allindanades amb els marcs destacats en un altre color més clar. El semi-soterrani està cobert amb voltes de maó pla, usat en origen com a replà.

## Història
Actualment la planta baixa és la seu dels Castellers de Berga; les tres plantes com a habitatges, dos per planta.